# Legislația domnească
Legislația domnească reprezenta o totalitate de hrisoave domnești în Țările Române din perioada fanariotă, având un conținut foarte variat. Multe din acestea se refereau la relațiile agrare, regelementând detaliat numărul zilelor de boieresc, claca, starea țăranilor, ceea ce demonstrează un amestec activ al statului în relațiile agrare ale acelui timp.
Astfel de hrisoave au fost eliberate în anii: 1735, 1742 - 1743, 1749, 1766, 1777, 1785.